# Paul Eisenach
Paul Eisenach (* 1986 in Berlin) ist ein deutscher Filmkomponist und Musiker.
Paul Eisenach studierte an der Filmuniversität Babelsberg Konrad Wolf, danach wurde er als Filmkomponist aktiv, zusätzlich ist er als Studio- und Live-Musiker tätig. Er komponierte die Musik für diverse (Tragik-)Komödien wie Die Kleinen und die Bösen (2015), Verlorene (2018), Verpiss dich, Schneewittchen (2018) und O Beautiful Night (2019).

## Filmografie (Auswahl)
- 2014: Nena
- 2015: Die Kleinen und die Bösen
- 2016: Ferien
- 2017: Marikas Missio (Dokumentarfilm)
- 2018: Verlorene
- 2018: Verpiss dich, Schneewittchen
- 2018: Dorst
- 2019: Berlin Bouncer
- 2019: Mein Freund, das Ekel
- 2019: O Beautiful Night
- 2020: Sommer-Rebellen
- 2020: Glitzer & Staub (Dokumentarfilm)
- 2020: Da is’ ja nix (Fernsehserie, 6 Folgen)
- 2020: Spy City (Fernsehserie)
- 2021: Mona & Marie (Fernsehfilm)
- 2021: Schwarze Insel
- 2022: 37 Sekunden
- 2022: Der verlorene Zug (Lost Transport)
- 2023: Geranien
- 2023: Vamos a la playa
- 2024: Die Herrlichkeit des Lebens
- 2024: Zwei Erben sind einer zu viel